# Димитър Станишев (политик)
Вижте пояснителната страница за други личности с името Димитър Станишев.
Димитър Яков Станишев е български комунистически деец, участник в комунистическото съпротивително движение по време на Втората световна война, историк, политик, дипломат, народен представител. Член и секретар на Централния комитет на Българската комунистическа партия (БКП), отговарящ за международните връзки на партията. Баща е на политика Сергей Станишев.

## Биография
Роден е в село Щука, Струмишко на 11 май 1924 година в семейството на Яко Станишев Георгев (1897 – 1955) от село Грамадна, Кукушко, който е син на Станиш Георгев, орач, и жена му Цофя. В 1913 година, след като Грамадна попада в Гърция, семейството бяга и се изселва в Струмишко, което тогава е в България. Димитър Станишев влиза в Работническия младежки съюз – младежката организация на Българската комунистическа партия през 1940 година, а от 1949 година е в БКП. По време на Втората световна война от март 1944 година е партизанин в отряда „Чавдар“.
След Деветосептемврийския преврат от 1944 година. Станишев заминава за СССР, където учи история, подготвя и защитава дисертация по история на марксизма-ленинизма в Московския държавен университет. По време на следването си в Москва се запознава с Дина Мухина (6 май 1927 – 13 май 2015) – студентка по славянски филологии в Московския университет, от която има двама сина – Георгий Станишев и Сергей Станишев.
След завръщането си в България Станишев работи във Висшата партийна школа като ръководител на катедра „Международно комунистическо работническо движение“, а от 1972 година е доцент в Академията за обществени науки и социално управление при ЦК на БКП. Паралелно е консултант, а от 1976 година – завеждащ отдел „Външна политика и международни връзки“ при ЦК на БКП. За кратко заема дипломатически пост – пълномощен министър в Москва през 1974 година. От 1975 година е представител на ЦК на БКП в редколегията на списание „Проблеми на мира и социализма“ в Прага.
През 1976 година Станишев става член, а през декември 1977 година – секретар на ЦК на БКПи остава такъв до февруари 1990 година. От 12 май 1977 година е избран за член на ЦК на БКП и остава такъв до 1990 година. Народен представител е в VII, VIII и IX народно събрание.
Умира на 4 февруари 2000 година.